# Ueli Schnider
Ueli Schnider (29 marzo 1990) è un fondista svizzero.

## Biografia
Originario di Davos e attivo in gare FIS dal dicembre del 2006, ha esordito in Coppa del Mondo l'11 dicembre 2010 nella 15 km a tecnica classica di Davos (68º) e ai Campionati mondiali a Val di Fiemme 2013, piazzandosi 47º nella sprint. Due anni dopo, ai Mondiali di Falun 2015, si è classificato 8º nella sprint e 5º nella staffetta. Il 16 gennaio 2016 vince la prova di 15 km a tecnica classica a Zweisimmen e si laurea campione svizzero. Ai XXIII Giochi olimpici invernali di Pyeongchang 2018, sua prima presenza olimpica, si è classificato 45º nella 50 km e 39º nella sprint; l'anno dopo ai Mondiali di Seefeld in Tirol 2019 è stato 23º nella 15 km e 8º nella staffetta.

## Palmarès

### Coppa del Mondo
- Miglior piazzamento in classifica generale: 99º nel 2015

### Campionati svizzeri
- 1 medaglia:
  - 1 oro (15 km TC nel 2016)